# Chlorochlamys flavilineata
Chlorochlamys flavilineata là một loài bướm đêm trong họ Geometridae.